# Râul Soloneț, Răut
Râul Soloneț este un curs de apă din raionul Sângerei, Republica Moldova. Lunca râului Soloneț este protejată, fiind declarată ca reprezentativă pentru vegetația de luncă, cu golomățul predominant pe cursul principal și iarba câmpului pe afluenți.

## Etimologie
Denumire râului provine termenul soloneț - sol conținut excesiv de săruri, având se sensul de „valea cu sărături; sărăturoasa”, acest cuvânt fiind un împrumut lexical din limba slavă.

## Afluenți
- De dreapta – Hodoroaba, Lozia, Valea Hrițcului, Râpa Ungurului;
- De stânga – Trei Iazuri, Cârliceni, Valea Puștii, Coasa Iazului, Valea Rădoaiei (Valea Norocului), Cătinile, Bârsana, Valea Carpați, Valea Albeștilor, Valea Grădinii.

## Istorie
Râul Soloneț apare pentru prima dată în documente într-un act emis de Petru voievod, domn al Țării Moldovei, care întărește uric lui Temus și Petrilă, un loc în pustie în ținutul Soroca, mai jos de Verbova, unde este valea Solonețului la fântâna lui Sivco. Ulterior, râul Soloneț este menționat în 1588 la o hotărnicie a satelor din bazinului Răutului.
Dicționarul geografic al Basarabiei, elaborat de Z. C. Arbore în 1902, oferă următoarea descriere a râului și văii: Soloneț izvorăște din niște hârtoape din fundul văii Soloneț, de pe moșiile lui Osmolovski din județul Bălți, de la satul Rădoaia intră în județul Soroca. Până la Drăgășani cursul său merge în direcțiunea răsăriteană; de aici se îndreaptă spre nord-est, până ce se varsă în Răut, în care dă în satul Solonețul-Roșietici. Lungimea cursului apelor este de peste 40 km., d. h. statului major rus.; lungimea văii - 37 km. Din stânga primește gurile pâraielor Rădoaia și Hurieni.

## Literatură
- Coderanu, Igor. Utilizarea modelelor matematice în caracterizarea morfometriei bazinilor râurilor Soloneț și Cogâlnic. In: Buletinul Institutului de Geologie și Seismologie al AȘM. 2017, nr. 1, pp. 71-78. ISSN 1857-0046.
- Jeleapov (Chișciuc), Ana. Resursele de apă a râurilor mici din cadrul regiunii de dezvoltare nord a Republicii Moldova. In: Present Environment and Sustainable Development. Ediția 16, 18 iunie 2021, Iași. Iași, România: Alexandru Ioan Cuza University of Iași, 2021, pp. 52-53.